# Стадион имени Георга Мельхеса
Стадион им. Георга Мельхеса (нем. Georg-Melches-Stadion) – стадион в Эссене, вмещающий в себя 21500 человек. Является домашней ареной футбольного клуба  Рот-Вайсс Эссен.

## История
Стадион был построен в 1926 году. В 1939 году был реконструирован и вмещал в себя почти 26000 зрителей. В середине 50-х годов, по новым веяниям времени, на стадионе установили прожектора и стенд, на котором освещались текущие события матча. Следующие изменения пришлось ждать 25 лет. В 1975, была построена Северная трибуна. Через 4 года были установлены новые прожектора, а ещё через 3, в 1982 году, была построена Восточная трибуна. Только спустя четверть века, на стадионе произошло разделение северной трибуны и установка гостевого сектора. Это была последняя реконструкция, произошедшая в 2006 году.
Дважды на стадионе был зафиксирован рекорд посещаемости в 40 тысяч человек.
- 11 июля 1956 года, Рот-Вайсс Эссен встречался с венгерским клубом «Гонвед Будапешт». Встреча закончилась 5-5.
- 21 мая 1969 года, сборная Германии принимала сборную Кипра. Встреча закончилась победой хозяев 12-0.

Напротив стадиона установлена статуя Хельмута Рана.